# ツァスタバ M07
ツァスタバ M07（英語: Zastava M07）はセルビア共和国のツァスタバ・アームズが製造する狙撃銃である。

## 設計
M07の機構はモーゼルM98ボルトシステムに基づいて設計されており、弾倉は5発まで装填可能な箱型弾倉を使用する。
銃身はクロムバナジウム鋼製のフローティングバレルとなっている。
銃床はポリマー製であり、可変式のチークピースとパッドプレートを全バリエーションで採用している。また、オプションとしてバイポッドを取り付けることができる。

## バリエーション
M07
基本形。2020年現在ツァスタバアームズの公式サイトには掲載されていない。
M07 AS
M07にピストルグリップを備えたモデル。
M07 AF
M07 ASの折畳式銃床モデル。
M07 Match
.308ウィンチェスター弾および7.62x54mmR弾を使用するM07のスポーティングライフル仕様。M07と同様のポリマー製銃床のほか、木製銃床を備えたものも存在する。
M07 AS Match
.308ウィンチェスター弾および7.62x54mmR弾を使用するM07 ASのスポーティングライフル仕様。
M07 AF Match
.308ウィンチェスター弾および7.62x54mmR弾を使用するM07 AFのスポーティングライフル仕様。

## 運用国
- セルビア - セルビア軍が「1500+」計画の一環としてM07 AFを導入[4]。